# Goldband
Goldband — голландське поп тріо з Гааги. Гурт був створений у 2019 році.

## Історія
Карел Герлах вивчав продюсування музики та створював переважно техно-музику. Після цього він продовжив роботу з Міло Дріссеном і почав створювати попмузику, з якою гурт пізніше і став відомий. Останнім до гурту приєднався Боаз Кок. Назва попгурту походить від однойменного бренду гіпсової штукатурки й, таким чином, належить до галузі, в якій працюють батьки учасників гурту і в якій учасники гурту працювали штукатурами.
19 червня 2020 року 3FM Talent назвав гурт Goldband «найкращим гуртом», а альбом Betaalbare Romantiek — «найкращий альбом». У 2022 році гурт виступив на фестивалі Lowlands. Відвідувачі та рецензенти назвали виступ гурту одним із найкращих виступів на фестивалі.
Після виступу, два попередні сингли гурту, «Witte Was» і «Noodgeval», увійшли до чарту Dutch Single Top 100, а сингл «Noodgeval» також увійшов до чарту Dutch Top 40. Крім того, у 2022 році сингл «Noodgeval» потрапив у рейтинг NPO Radio 2 Top 2000. Він посів 55 місце і це найкращий результат серед нових записів того року. Сингл «Noodgeval» також став хітом у Фландрії, увійшовши до чарту Ultratop 50. Таким чином гурт отримав свій перший радіохіт.
Альбом Betaalbare Romantiek також піднявся в чарті Dutch Album Top 100 і знову увійшов до чарту Ultratop 200 Albums у Фландрії.
У листопаді 2022 року гурт випустив нову пісню «Stiekem» разом зі співачкою Маан. На радіо Qmusic ця пісня отримала статус Alarmschijf (пісня, яка відтворюються на радіо частіше, ніж інші пісні), а на радіо NPO 3FM пісня отримала статус 3FM Megahit (сингл із можливим хітовим потенціалом, який можна почути в кожній програмі нідерландської громадської радіостанції NPO 3FM протягом тижня).
20 січня 2023 року гурт Goldband потрапив в новини через можливе відкрите вживання кокаїну під час виступу на сцені. В телевізійній програмі Khalid & Sophie Дріссен сказав, що, на його думку, ЗМІ відреагували вузьколобо. Він погодився, що його поведінка непутяща, і порадив не вживати наркотики, але також сказав, що люди століттями вживали наркотики, що змінюють свідомість, і що не дивно, що він зробив це зараз. Він продовжив, що ЗМІ напевно перебільшили, коли сказали, що молоді люди бачили, як він вживав наркотик, оскільки на вечірці він був лише з дорослими.
У 2023 році, під час фестивалю Eurosonic Noorderslag у Гронінгені, гурт отримав нагороду Buma Cultuur Pop Award (Popprijs) 2022.
Того ж року вони виступили на фестивалях Pinkpop і Zwarte Cross.

## Учасники гурту
- Боаз Кок (Boaz Kok),
- Карел Герлах (Karel Gerlach),
- Міло Дріссен (Milo Driessen)

## Музичний продюсер гурту
- Вігер Гогендорп (Wieger Hoogendorp)

## Дискографія

### Альбоми
- Van Roulette naar Doublet (2020)
- Betaalbare Romantiek (2021)

### Мініальбоми
- Dun Smeren Geld Verdienen (2019)
- Роммель (2023)

### Сингли
- "Uber Uber" (2019)
- "Mijn Stad" (2019)
- "De Wereld" (2020)
- "Ja Ja Nee Nee" (2020)
- "Dit Is Voor Jou" (2020)
- "Tweede Kamer" (разом із Sophie Straat, 2021)
- "De Langste Nacht" (2021)
- "Noodgeval" (2021)
- "Kinderwens" (2021)
- "Psycho" (2022)
- "Stiekem" (разом із Maan, 2022)